# Klaus Reichert (Anglist)

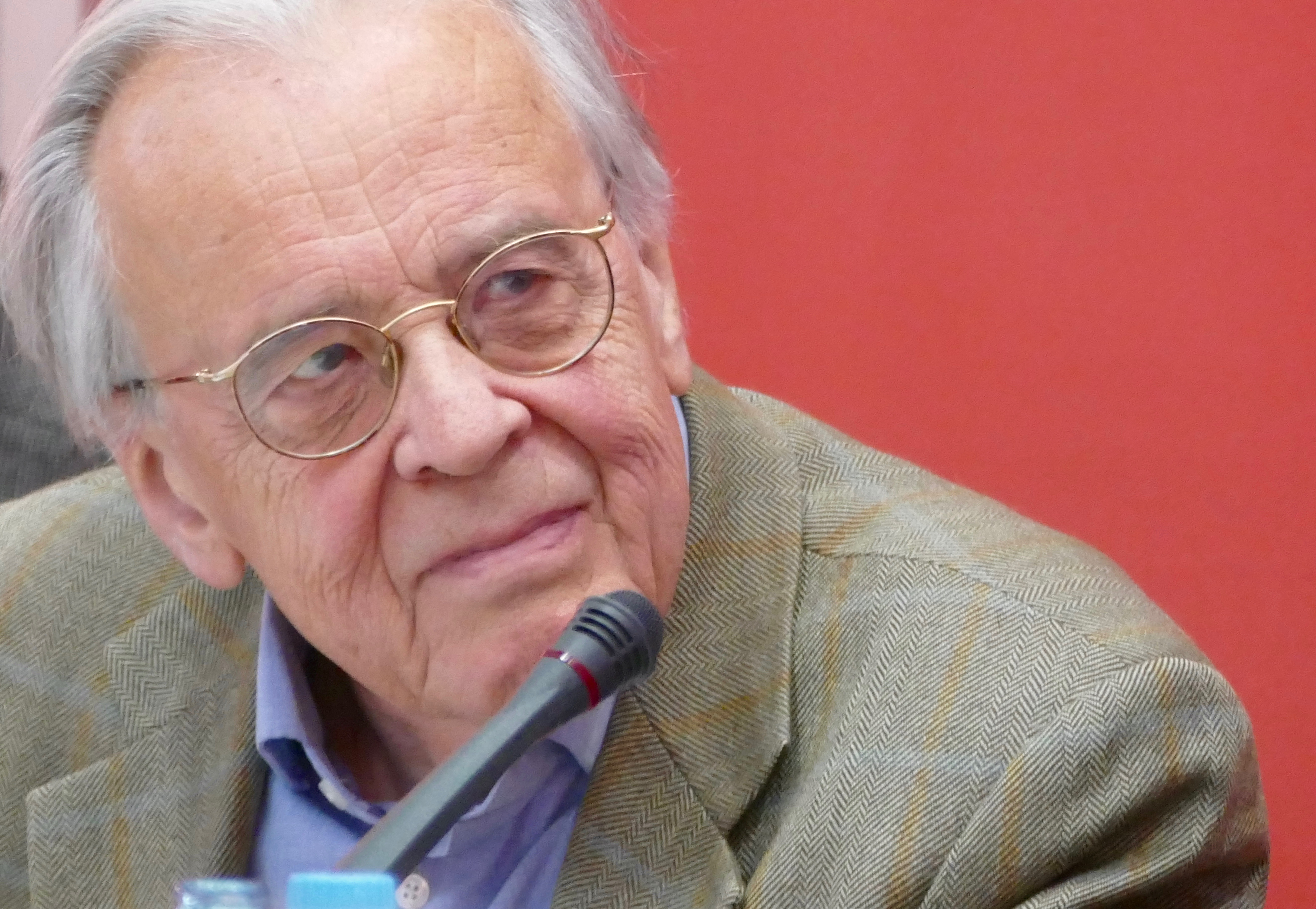
Klaus Reichert spricht über sein Sachbuch Wolkendienst. Figuren des Flüchtigen, das für den Preis der Leipziger Buchmesse 2017 nominiert war.

Klaus Manfred Karl Reichert (* 22. Mai 1938 in Fulda) ist ein deutscher Anglist, Übersetzer, Lyriker und Essayist.

## Leben
Nach dem Abitur in Gießen studierte Reichert Philosophie und Sprachen in Marburg, London, Gießen und Frankfurt am Main. Von 1964 bis 1968 arbeitete er als Verlagslektor, von 1975 bis 2003 lehrte er als Professor für Anglistik an der Johann-Wolfgang-Goethe-Universität in Frankfurt am Main. 1993 gründete er das Zentrum zur Erforschung der Frühen Neuzeit an der Goethe-Universität und war bis 2006 dessen geschäftsführender Direktor. Von 2002 bis 2011 amtierte er als Präsident der Deutschen Akademie für Sprache und Dichtung in Darmstadt. Reichert war der Herausgeber der Werkausgabe (Gesammelten Werke) von Virginia Woolf im S. Fischer Verlag und – gemeinsam mit Fritz Senn – der siebenbändigen Frankfurter Ausgabe der Werke von James Joyce im Suhrkamp Verlag. Er ist Mitglied des PEN-Zentrums Deutschland.
Klaus Reichert stand mit seinem Buch Wolkendienst. Figuren des Flüchtigen auf der Shortlist des Preises der Leipziger Buchmesse 2017.

## Veröffentlichungen
- Das Testament des Sisyphus. In: Joachim Sartorius (Hrsg.): Spinette der Finsternis. Über Malcolm Lowry. Rowohlt, Reinbek bei Hamburg 1984, ISBN 3-499-25177-9.
- Fortuna oder die Beständigkeit des Wechsels. Suhrkamp, Frankfurt am Main 1985.
- Vielfacher Schriftsinn. Zu Finnegans Wake. Suhrkamp, Frankfurt am Main 1989.
- Kehllaute. Gedichte. Residenz, Salzburg 1992.
- Das Hohelied Salomos. Übersetzt, transkribiert und kommentiert von Klaus Reichert. Residenz, Salzburg / Wien 1996
- Der fremde Shakespeare. Hanser, München 1998, ISBN 3-446-19498-3.
- Wär ich ein Seeheld. Gedichte. Jung und Jung, Salzburg 2001.
- Die unendliche Aufgabe. Hanser, München 2003.
- Welt-Alltag der Epoche. Essays zum Werk von James Joyce. Suhrkamp, Frankfurt am Main 2004.
- William Shakespeare: Die Sonette. Prosa-Übersetzung von Klaus Reichert. Jung und Jung, Salzburg / Wien 2005
- Lesenlernen. Über moderne Literatur und das Menschenrecht auf Poesie. Hanser, München 2006.
- Wüstentage. Insel, Frankfurt am Main / Leipzig 2007.
- Türkische Tagebücher. Reisen in ein unentdecktes Land. S. Fischer, Frankfurt am Main 2011, ISBN 978-3-10-062949-4.
- Wolkendienst. Figuren des Flüchtigen. S. Fischer, Frankfurt am Main 2016, ISBN 978-3-10-397228-3.
- Paul Celan. Erinnerungen und Briefe. Suhrkamp Verlag, Berlin 2020, ISBN 978-3-518-42926-6.

## Auszeichnungen
- 1983: Christoph-Martin-Wieland-Preis
- 1996: Hessischer Kulturpreis für Wissenschaft
- 2007: Julius-Campe-Preis
- 2010: Goethe-Plakette der Stadt Frankfurt am Main
- 2012: Verdienstkreuz 1. Klasse der Bundesrepublik Deutschland
- 2013: Wilhelm-Merton-Preis für Europäische Übersetzungen